# غمیصا
غُمَیصاء (تیره‌چشم) یا بتا سگ کوچک یک ستاره است که در صورت فلکی سگ کوچک قرار دارد.